# Мексикано-польские отношения
Мексикано-польские отношения — двусторонние дипломатические отношения между Мексикой и Польшей.

## История
Во время испанской колонизации Мексики от 1519—1810 гг, любые отношения между новой Испанией и польской Речи Посполитой осуществлялись через Испанию. В то время как Мексика получила независимость от Испании, Польша, была разделена между Королевством Пруссии, Австро-Венгерской империей и Российской империей. В конце Первой мировой войны, после подписания Версальского договора, Польша получила независимость.
В сентябре 1921 года, Президент Мексики Альваро Обрегон признал национальный суверенитет Польши. В том же году, польский князь Альберт Радзивилл, который был главой польской дипломатической миссии в Вашингтоне, округ Колумбия, Соединённые Штаты Америки, встретился с мексиканским дипломатом в городе, установив тем самым первый официальный контакт между двумя народами. Однако, официально дипломатические отношения между двумя странами были установлены только 26 февраля 1928 года. В 1930 году, Мексика и Польша подписали договор о дружбе, торговле и мореплавании, и Мексика вскоре открыла свою первую дипломатическую миссию в Варшаве.

Осиротевшие польские дети в городе Санта-Роса, штата Гуанахуато.

В 1930-е годы, дипломатические отношения между двумя странами осложнились с приходом к власти Адольфа Гитлера, в соседней Германии, и расширяющегося Советского Союза на востоке. В августе 1939 года Германия и СССР заключили договор о ненападении, заявив, что они не будут атаковать друг друга, если будет война в Европе и, что граница между ними будет проходить на территории Польши. Этот договор был известен как пакт Молотова — Риббентропа. Во время Второй Мировой Войны, дипломатические отношения между Мексикой и Польшей не прекращались. Мексика решительно осудила вторжение и оккупацию Польши немецкими и советскими войсками. В мае 1942 года Мексика объявила войну Германии. Чтобы показать солидарность с польским народом, Мексика в 1943 году приняла более 2 000 польских беженцев, в том числе 1400 детей-сирот проживавших в штате Гуанахуато в центральной части Мексики. После войны, многие беженцы остались жить в Мексике.
В конце Второй Мировой Войны Мексика продолжает поддерживать дипломатические отношения с коммунистической Польшей.

## Государственные визиты
В 1963 году, премьер-министр Юзеф Циранкевич стал первым польским главой государства посетившим Мексику. В 1963 году, Президент Мексики Адольфо Лопес Матеос с визитом посетил Польшу. С тех пор дипломатические отношения продолжаются даже тогда, когда Польша перешла от коммунистического государства к демократическому, в 1989 году. В 1998 году польский премьер-министр Ежи Бузек посетил с официальным визитом Мексику. В мае 2004 года, Президент Мексики Висенте Фокс совершил государственный визит в Польшу. В 2004 году премьер-министр Александр Квасьневский посетил саммит Латинской Америки и Европейского Союза который состоялся в Гвадалахаре, Мексика.

## Торговля

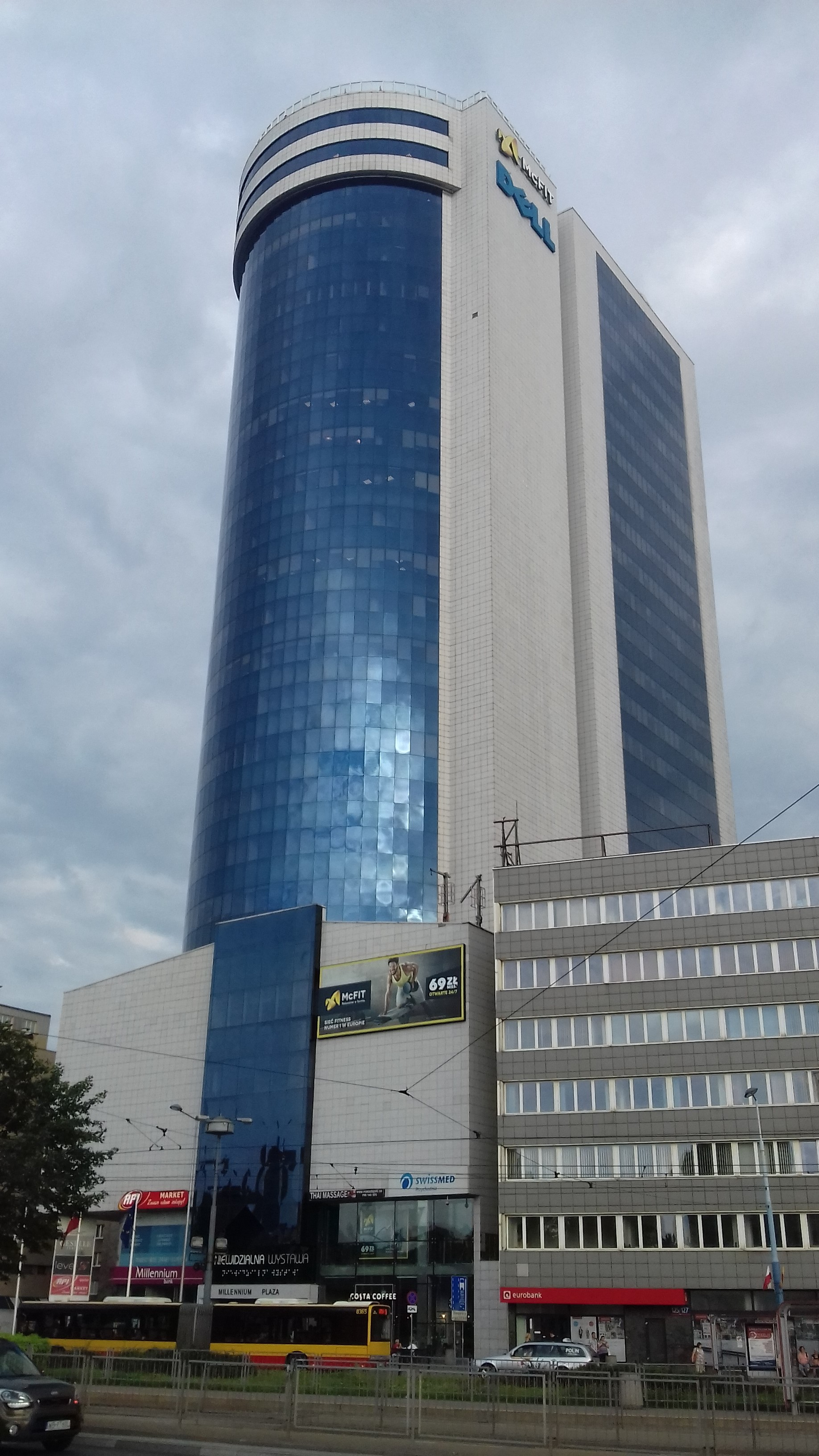
Посольство Мексики в Варшаве

В 1997 году Мексика подписала соглашение о свободной торговле с Европейским Союзом, в котором Польша является членом с момента вступления в 2004 году. С тех пор торговля между двумя странами резко возросла. В 2014 году объем двусторонней торговли между двумя странами составил 1 млрд. долларов США. Польша для Мексики является 47-м по значимости торговым партнёром в мире. Между 1999 и 2012 гг., польские прямые инвестиции в Мексику составили 17 миллионов долларов США. Во время того же самого периода, Мексиканские прямые инвестиции в Польшу составили примерно 4 миллионов долларов США.

## Дипломатическое представительство
- Мексиканское посольство находится в Варшаве[7].
- Польское посольство находится в Мехико[8].